# Nick Howard

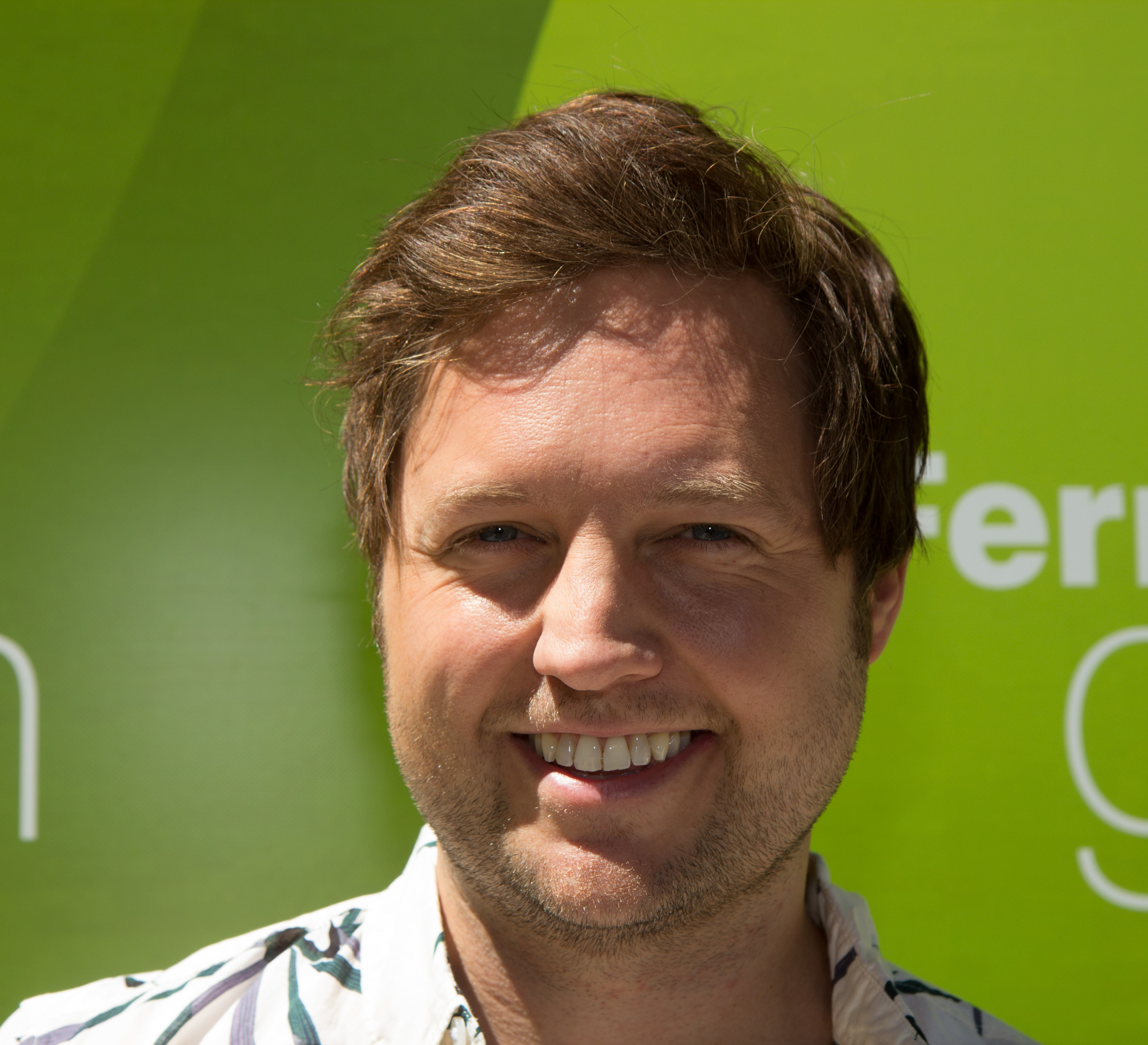
Nick Howard

Nick Howard (* 24. April 1982 in Brighton) ist ein britischer Singer-Songwriter. Musikalische Einflüsse bekam er durch The Beatles, John Mayer, Jason Mraz, The Script, Oasis und Coldplay. 

## Karriere
Im Jahr 2008 veröffentlichte er sein Debütalbum Something to Talk About. Howards Lieder wurden in mehreren Fernsehsendungen und Filmen verwendet. Er war mit verschiedenen Künstlern auf Tournee, z. B. mit Gavin DeGraw, Lifehouse, Jack Johnson, Boyce Avenue, Sunrise Avenue, Counting Crows und Tyler Ward.
Howards zweites Album When the Lights Go Up wurde im April 2011 bei Ferryhouse veröffentlicht. Eine Solotournee durch Deutschland fand im Rahmen der Falling for Europe Tour in der ersten Oktoberhälfte 2011 statt.
Zahlreiche Reklamespots wurden bereits durch Howards Songs untermalt (Apple, Nokia, Tommy Hilfiger, Vogue).
Nick Howard bewarb sich 2012 bei der zweiten Staffel der Castingshow The Voice of Germany und wurde bei den „Blind Auditions“ von allen vier Coaches gewählt. Er entschied sich für das Team von Rea Garvey, in dem er als Sieger hervorging und in das Finale am 14. Dezember einzog. Mit seinem eigenen Halbfinalsong Unbreakable war er nur der zweiterfolgreichste Teilnehmer in den Charts gewesen, trotzdem gewann er den Wettbewerb mit klarem Vorsprung vor den anderen drei Finalisten. Seine Debütsingle Unbreakable stieg am 21. Dezember 2012 auf Platz 36 der deutschen Single-Charts und nach dem Finalsieg auf Platz 5.
Am 1. November 2013 veröffentlichten Cascada ihr erstes Akustik-Album Acoustic Sessions, das ein Duett mit Nick Howard beinhaltet. Howard und die Leadsängerin von Cascada, Natalie Horler, haben den Song Breathless in einer Akustik-Version aufgenommen.

## Diskografie

### Alben
- 2008: Something to Talk About
- 2011: When the Lights Go Up[7]
- 2013: Stay Who You Are
- 2014: Living in Stereo
- 2016: All or Nothing
- 2024: Hope, Happiness & Heartbreak

### Livealben
- 2015: Live in Stereo (Live in Europe)

### Kompilationen
- 2012: My Voice Story

### EPs
- 2005: Contradicted
- 2009: Bridging the Gap

### Singles
- 2010: Falling for You
- 2012: Unbreakable
- 2012: Skinny Love (Coverversion mit Michael Heinemann; Original: Bon Iver bzw. Birdy, 2011)
- 2013: If I Told You
- 2013: Breathless (Acoustic Edit) (mit Cascada)
- 2013: Untouchable
- 2014: Can’t Break a Broken Heart
- 2014: Dancing as One
- 2015: No Ordinary Angel
- 2016: Mariposa, Borboleta
- 2016: Radio
- 2016: Fight
- 2017: Carry You
- 2017: Hurricane
- 2017: Shelter
- 2018: Where Do We Go
- 2018: Frantic
- 2018: Our Time
- 2018: Follow
- 2018: I Still Believe (feat. Lttle)
- 2019: Everywhere
- 2019: Leaving on a Jet Plane (Acoustic)
- 2019: Crazy (mit Eppic)
- 2019: Won’t Give Up
- 2020: Fire (mit SCVN)
- 2020: What I Love (You)
- 2020: Hurricane

### Gastbeiträge
- 2019: Feelings (Müdee feat. Nick Howard)